# James Wedderburn (Leichtathlet)
James Wedderburn (* 23. Juni 1938 auf Barbados) ist ein barbadischer 400-Meter-Läufer, der bei den Olympischen Spielen 1960 in Rom für die Westindische Föderation antrat.
Im 400-Meter-Lauf wurde er im ersten Vorlauf in 47,4 Sekunden Zweiter hinter dem späteren Olympiasieger Otis Davis. Im Zwischenlauf belegte Wedderburn in 47,0 Sekunden Platz 4 hinter Jack Yerman, Kevan Gosper und Manfred Kinder.
Die 4-mal-400-Meter-Staffel der Westindischen Föderation in der Besetzung Malcolm Spence, Wedderburn, Keith Gardner und George Kerr siegte im Vorlauf in 3:09,1 Minuten. Im Zwischenlauf belegte die Staffel in 3:09,2 Minuten den zweiten Platz hinter der Staffel aus den USA, im Finale gewann die Staffel in 3:04,0 Minuten die Bronzemedaille hinter den Staffeln aus den USA und aus Deutschland.

## Nationalität
Die Mannschaft der Westindischen Föderation nahm nur 1960 an den Olympischen Spielen teil. Jamaikanische Sprinter hatten vorher und nachher olympische Medaillen gewonnen, auch Sprinter aus Trinidad und Tobago waren recht erfolgreich, während die Liste der olympischen Medaillengewinner aus Barbados nur Obadele Thompson aufweist.
In olympischen Medaillenspiegeln über alle Spiele hinweg wird immer wieder versucht, früher existierende Länder mit heute existierenden Ländern zusammenzufassen. Dies ist relativ einfach, wenn sich Länder zusammengeschlossen haben, es wird aber häufig kompliziert, wenn sich Länder geteilt haben.
Die Nationalität der Staffel der Westindischen Föderation ist nur schwer auf heutige Nationalitäten aufzuteilen. Der in Kingston geborene George Kerr und auch Keith Gardner werden in allen Quellen übereinstimmend als Jamaikaner bezeichnet. Malcolm Spence wird überwiegend als Jamaikaner bezeichnet, vereinzelt wird er auch Trinidad zugeordnet. Bei James Wedderburn ist die Sache noch komplizierter. Er ist entweder auf Barbados geboren oder seine Eltern stammten von dort. Er lebte 1960 auf Barbados oder auf Trinidad. Kamper und Mallon stufen Wedderburn als Athleten von Barbados ein. Wallechinsky sagt: „Wedderburn was from Barbados; the rest of the relay team was from Jamaica.“ (Übersetzung: Wedderburn kam von Barbados; der Rest der Staffel war von Jamaika.) Volker Kluge schreibt hingegen über die 14 Mitglieder der Mannschaft der Westindischen Föderation: „Acht Athleten waren von Jamaika, sechs von Trinidad und Tobago. Barbados hatte keinen Aktiven im Team.“
Es bleibt festzuhalten: Malcolm Spence, James Wedderburn, Keith Gardner und George Kerr gewannen gemeinsam eine olympische Bronzemedaille für die Westindische Föderation.